# Järvsö kyrka
Järvsö kyrka är en församlingskyrka och landsbygdskyrka i Järvsö församling. Kyrkan ligger på Kyrkön i Ljusnan, vid centralorten Järvsö, i Ljusdals kommun.

## Kyrkobyggnad
Kyrkan anses vara Sveriges största landsbygdskyrka. Den är byggd i sten med torn över koret, som ligger i norr. Kyrkan ligger i nord-sydlig riktning och inte som brukligt är öst-västlig. Anledningen till detta var att kyrkans storlek, 59x27,5 meter, gjorde att det enda sättet att placera den var på ryggåsen utmed Kyrkön.
Kyrkan byggdes 1832–1838 enligt ritningar av arkitekten Carl Gustaf Blom Carlsson
, sedan det visat sig att den gamla medeltida stenkyrkan, på samma plats, var för liten, trots att den bara några decennier tidigare byggts ut kraftigt. Vid tiden för bygget rådde svår missväxt och fattigdom vilket gjorde att bygget bidrog till många eftertraktade arbetstillfällen i trakten.
Kyrkan kom att bli så stor att den rymde 2400 gudstjänstbesökare. År 1892 byggdes den dock om invändigt. Kyrkan omvandlades i och med detta från en salkyrka till en treskeppig basilika med invändig absid, då man satte in tolv kolonner i två rader i kyrkan. Ombyggnationen tvingades fram på grund av att sprickor i kyrkans väggar visade att det fanns risk att hela kyrkan kunde rasa. För att få rum med kolonnerna togs många platser bort i stolsfältet vilket gör att kyrkan efter ombyggnaden fick 1700 platser, vilket är lika många som den gamla kyrkan hade, som ju dömdes ut just på grund av för få platser. Vid en renovering breddades gångarna, och kyrkan fick ännu färre sittplatser. Kyrkan har nu drygt 1400 fasta sittplatser.
Den 28 maj 2018 begravdes Lill-Babs i kyrkan.

## Inventarier

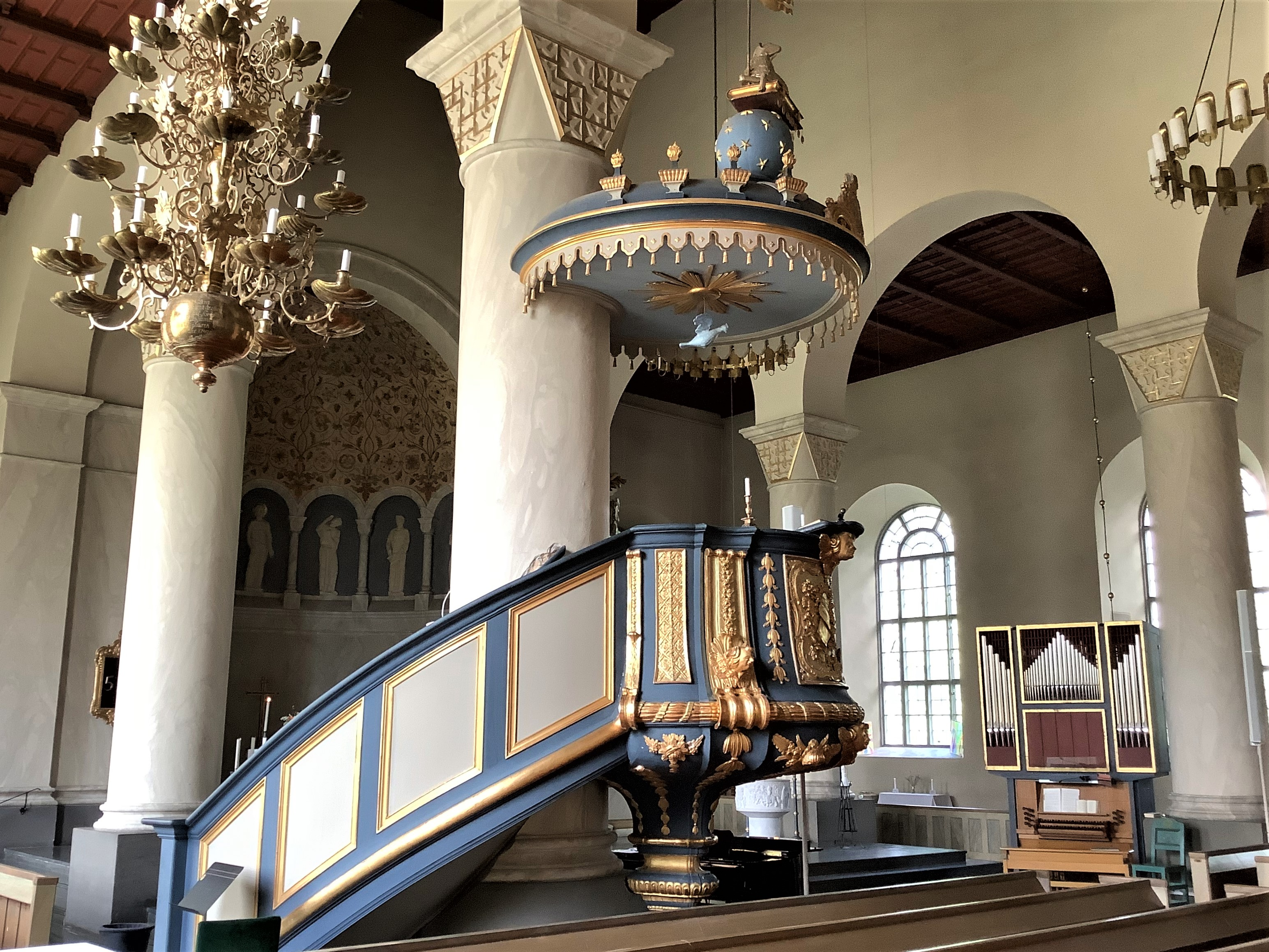
Predikstolen

Predikstolen av Magnus Granlund från 1772 togs tillvara från den gamla kyrkan och sattes upp i den nya, där den fick sitta till 1892 års renovering, då en ny predikstol införskaffats. Den gamla kasserades och såldes på en auktion för en krona. Inköparen, Jonas Olsson Jerfsten, lät dock predikstolen ligga kvar på kyrkans vind, och 1936 skänkte han tillbaka den till församlingen. Vid 1958 års renovering restaurerades den och sattes upp på sin nuvarande plats.
Kyrkan har två orglar. Den stora orgeln på läktaren har byggts om och bytts ut flera gånger. Den nuvarande är byggd 1993 av Grönlunds Orgelbyggeri AB. Man använde sig av den gamla orgelfasaden, som byggdes 1754, och alltså även den satt i den gamla kyrkan. Orgeln har två manualer och pedal, med sammanlagt 30 stämmor. Kororgeln (också byggd av Grönlunds Orgelbyggeri AB) tillkom 1974 och har 13 stämmor.
Bland Järvsö kyrkas konstföremål märks bland annat ett medeltida fragmentariskt krucifix från 1300-talet. I sakristian finns originalanteckningar från ärkebiskop J.O. Wallin, som när han invigde kyrkan den 21 juli 1838, skrev den så kallade Järvsöpsalmen, psalm 512 i den svenska psalmboken.

### Orgel

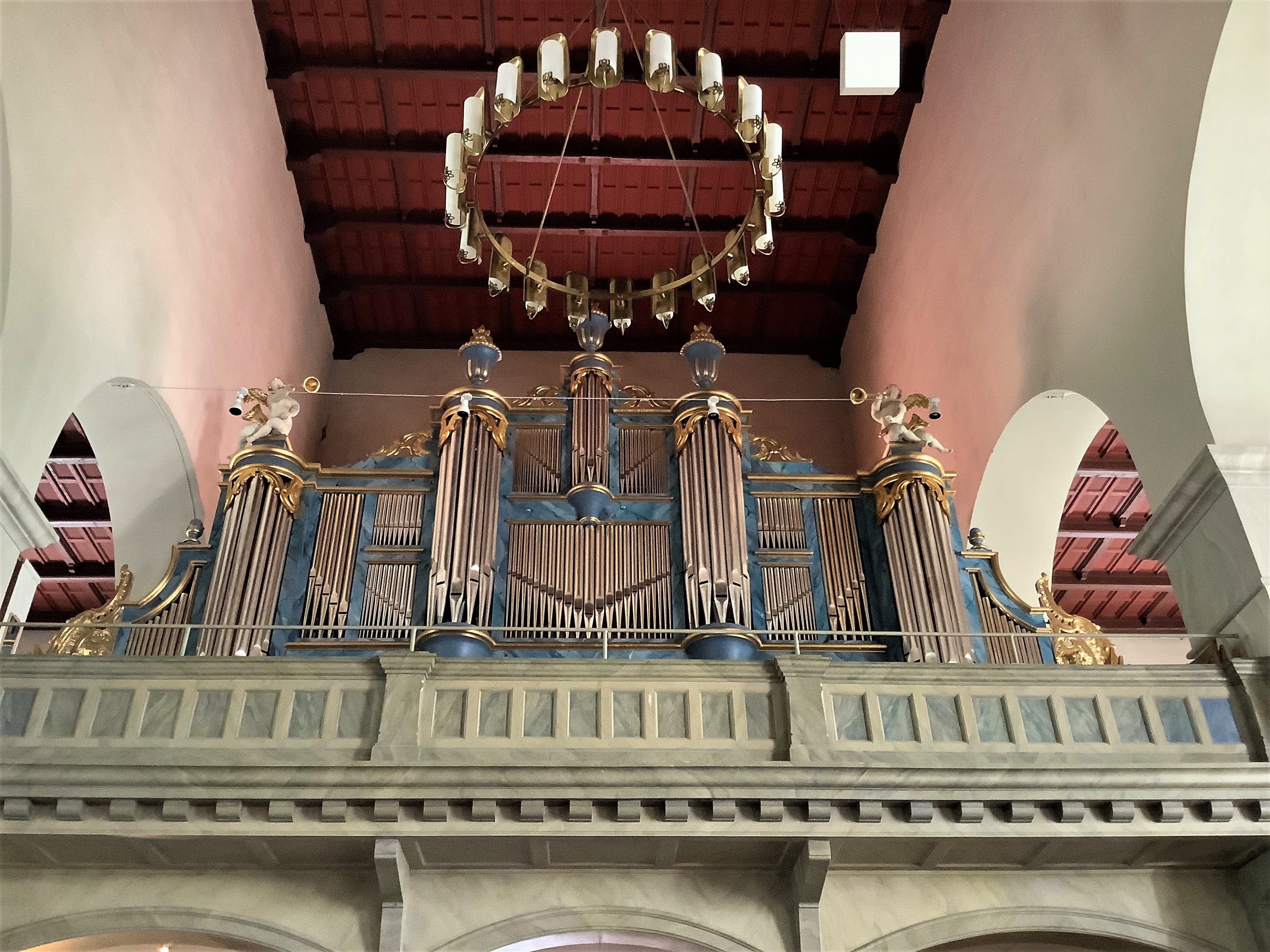
Orgeln

- 1685 byggde Olof Malmberg, Stockholm en orgel med 9 stämmor.
- 1754 byggde Jonas Gren och Petter Stråhle, Stockholm en orgel med 14 stämmor och bihängd pedal. Orgeln hade 3 bälgar. Orgeln hade samma struktur som Slottskyrkans orgelverk. Orgeln togs ned 1832 då gamla kyrkan revs. Orgeln sattes upp i nya kyrkan 1837 av Olof Hanberg, Arbrå. Han byggde även om orgeln.

| Manual                           | Pedal   |
| Kvintadena 16' (halverad stämma) | Bihängd |
| Principal 8'                     |         |
| Flach flöjt 8'                   |         |
| Gedackt 8' (halverad stämma)     |         |
| Oktava 4'                        |         |
| Rörflöjt 4'                      |         |
| Kvinta 3'                        |         |
| Oktava 2'                        |         |
| Blockflöjt 2'                    |         |
| Scharf 3 chor                    |         |
| Cymbel 2 chor B                  |         |
| Basun 16'                        |         |
| Trumpet 8' (halverad stämma)     |         |
| Trumpet 4' B                     |         |
| Vox verginea                     |         |
| Tremulant                        |         |

- 1920 byggde Åkerman & Lund Nya Orgelfabriks AB, Sundbybergs köping en orgel med 25 stämmor, två manualer och pedal.
- 1938 byggdes en orgel av Olof Hammarberg, Göteborg och var en pneumatisk orgel med rundbälgslåda för manual II. I övrigt hade den rooseveltlådor från 1920. Tonomfånget var på 56/30. Den hade tre fria kombinationer, tre fasta kombinationer, automatisk pedalväxling och registersvällare. Fasaden var från 1837 års orgel med vissa delar från 1754 års orgel.

| Huvudverk I         | Öververk II   | Svällverk III       | Pedal          | Koppel |
| Borduna 16´         | Rörgedackt 8' | Basetthorn 8'       | Principal 16'  | I/P    |
| Principal 8'        | Spetsflöjt 8' | Salicional 8'       | Subbas 16'     | II/P   |
| Flûte Harmonique 8' | Principal 4'  | Voix Céleste 8'     | Kvinta 10 2⁄3' | III/P  |
| Gamba 8'            | Blockflöjt 4' | Rörflöjt 4'         | Oktava 8'      | II/I   |
| Dubbelflöjt 8'      | Nasard 2 2⁄3' | Principal 4'        | Gedakt 8'      | III/I  |
| Oktava 4'           | Nachthorn 2'  | Flûte Octaviante 4' | Oktava 4'      | III/II |
| Flöjt 4'            | Ters 1 3⁄5'   | Waldflöjt 2'        | Basun 16'      |        |
| Kvinta 2 2⁄3'       | Kvartian II   | Cymbel III          | Skalmeja 4'    |        |
| Oktava 2'           | Krumhorn 8'   | Eufon 8'            |                |        |
| Mixtur V            |               | Crescendosvällare   |                |        |
| Trumpet 8'          |               |                     |                |        |

- Den nuvarande orgeln byggdes 1992-1993 av Grönlunds Orgelbyggeri AB, Gammelstad.

| Man I. Huvudverk C-g3 | Man II. Öververk C-g3  | Pedal C-f1    |
| --------------------- | ---------------------- | ------------- |
| Quintadena 16' B/D    | Gedackt 8'             | Subbas 16'    |
| Principal 8'          | Fugara 8'              | Principal 8'  |
| Flagflöjt 8'          | Principal 4'           | Violoncell 8' |
| Spetsgedackt 8'       | Spetsflöjt 4'          | Oktava 4'     |
| Oktava 4'             | Qvinta 2 2/3'          | Blockflöjt 2' |
| Rörflöjt 4'           | Oktava 2'              | Basun 16'     |
| Qvinta 2 2/3'         | Scharf 3 chor          | Trumpet 8'    |
| Oktava 2'             | Trumpet 8'             | Trumpet 4'    |
| Bårflöjt 2'           | Fagott/Vox virginea 8' | Cornettin 2'  |
| Scharf 3 chor         | Tremulant              |               |
| Trumpet 16' B/D       | Calcant                | Koppel:       |
| Trumpet 8'            |                        | ÖV/HV, HV/P   |

#### Kororgel
1974 byggde Grönlunds Orgelbyggeri AB, Gammelstad en mekanisk orgel med slejflådor. Tonomfånget är på 56/30.
| Huvudverk I       | Bröstverk II      | Pedal            | Koppel |
| Rörflöjt 8'       | Gedackt 8'        | Subbas 16'       | I/P    |
| Principal 4'      | Rörflöjt 4'       | Gedacktpommer 8' | II/P   |
| Spetsflöjt 4'     | Principal 2'      | Skalmeja 4'      | II/I   |
| Waldflöjt 2'      | Cymbel II         |                  |        |
| Mixtur III 1 1⁄3' | Dulcian 8'        |                  |        |
|                   | Tremulant         |                  |        |
|                   | Crescendosvällare |                  |        |

## Bilder

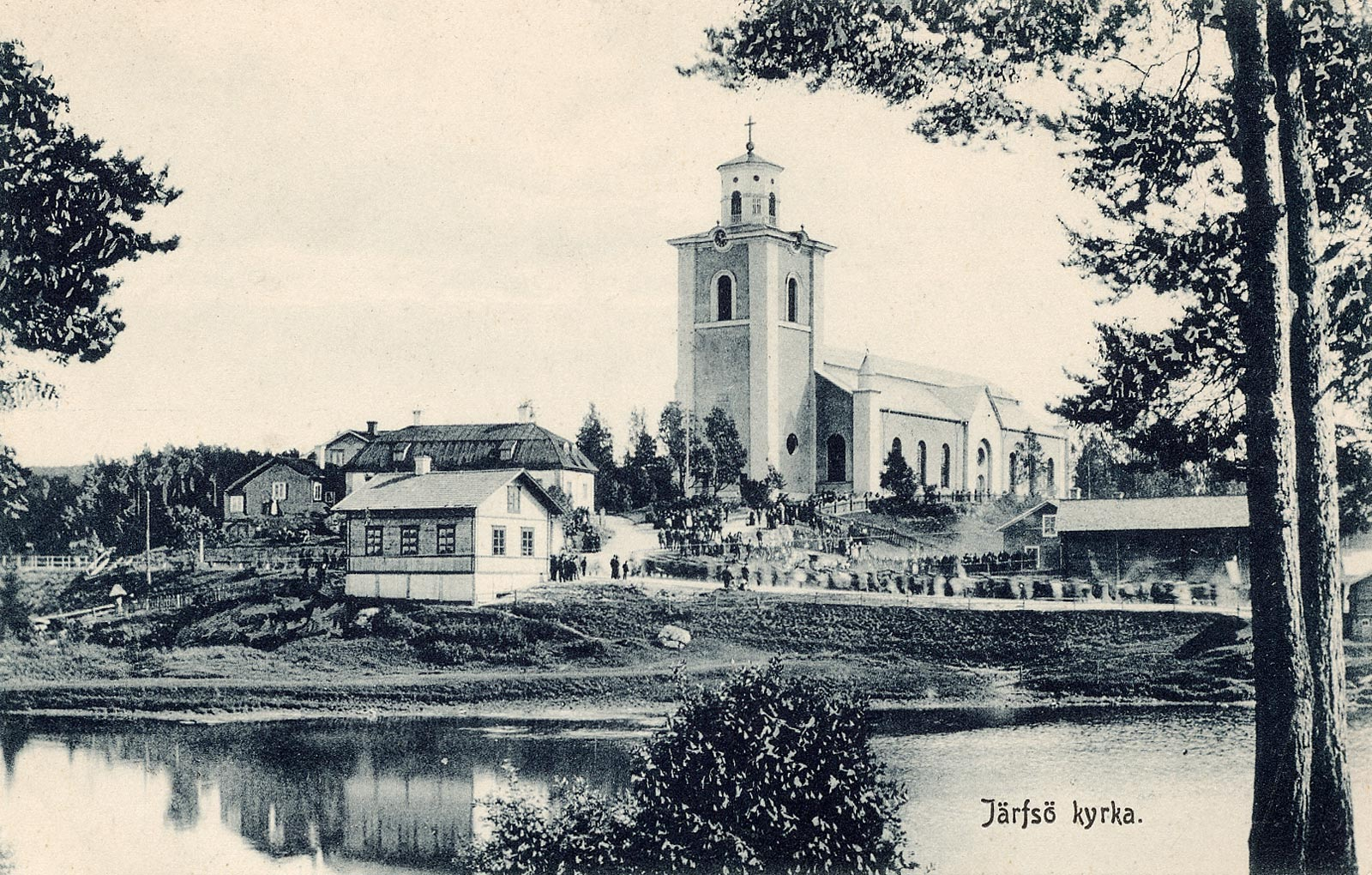
Kyrkan omkring år 1910.
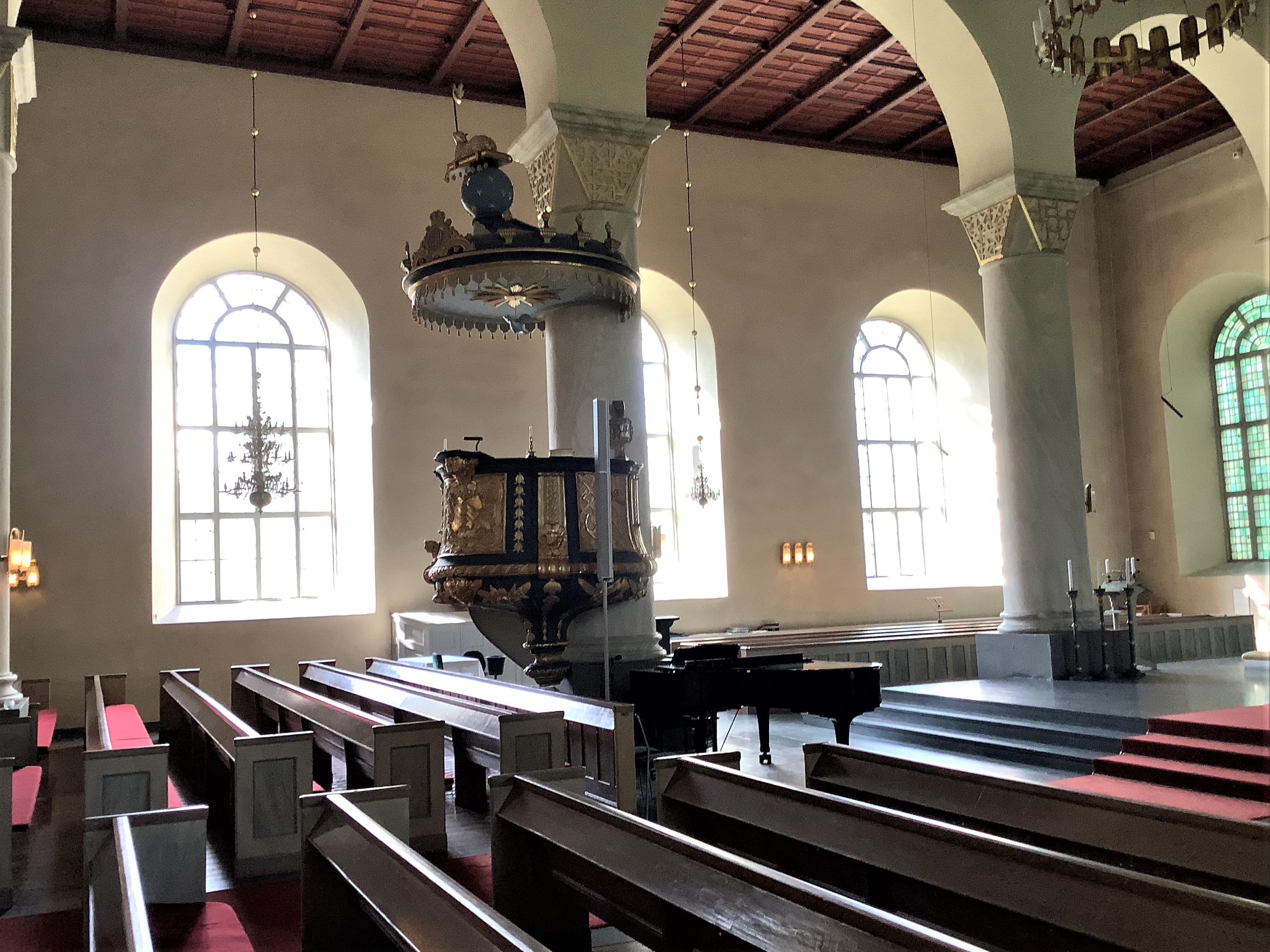
Interiör
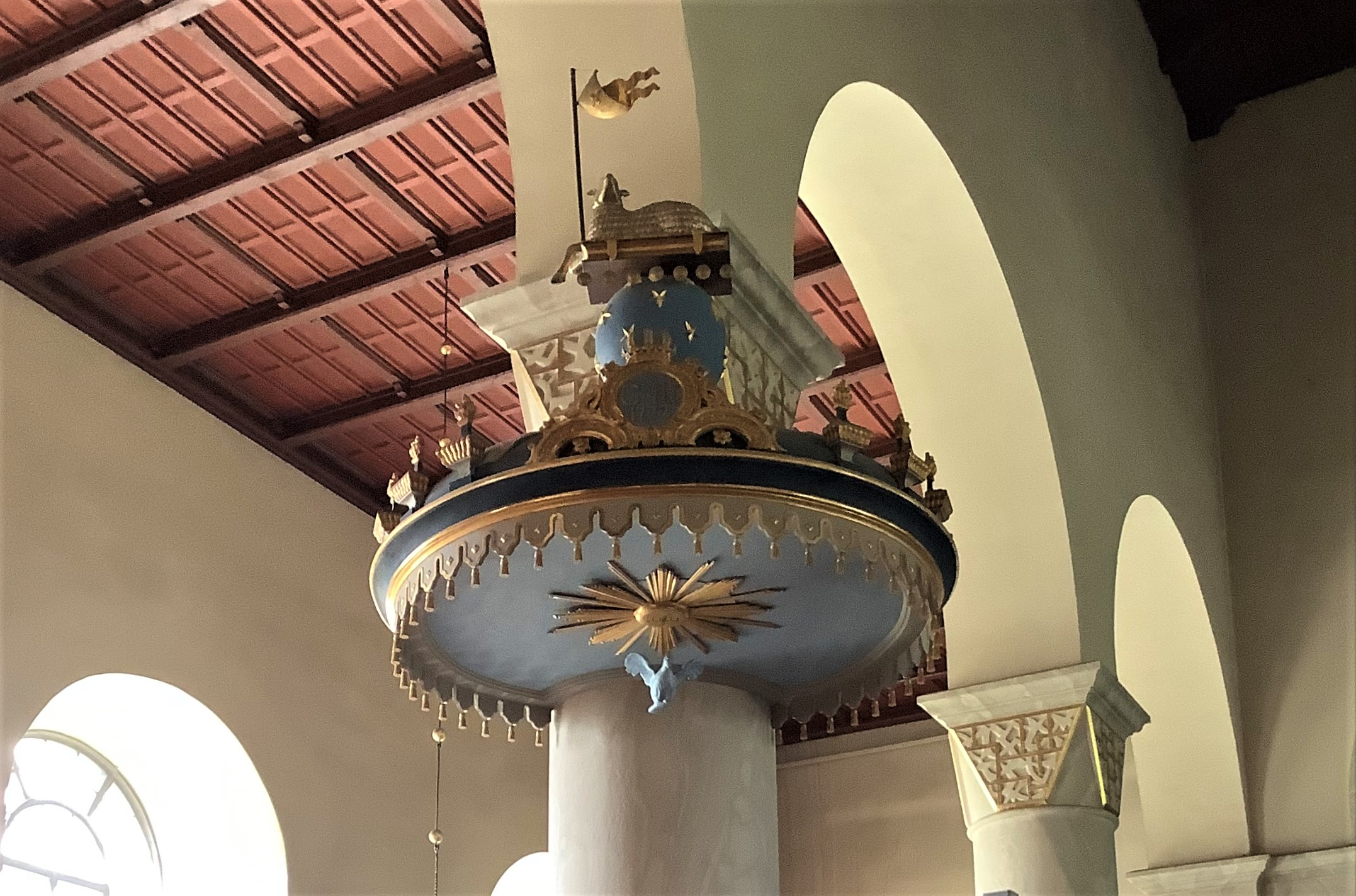
Detalj
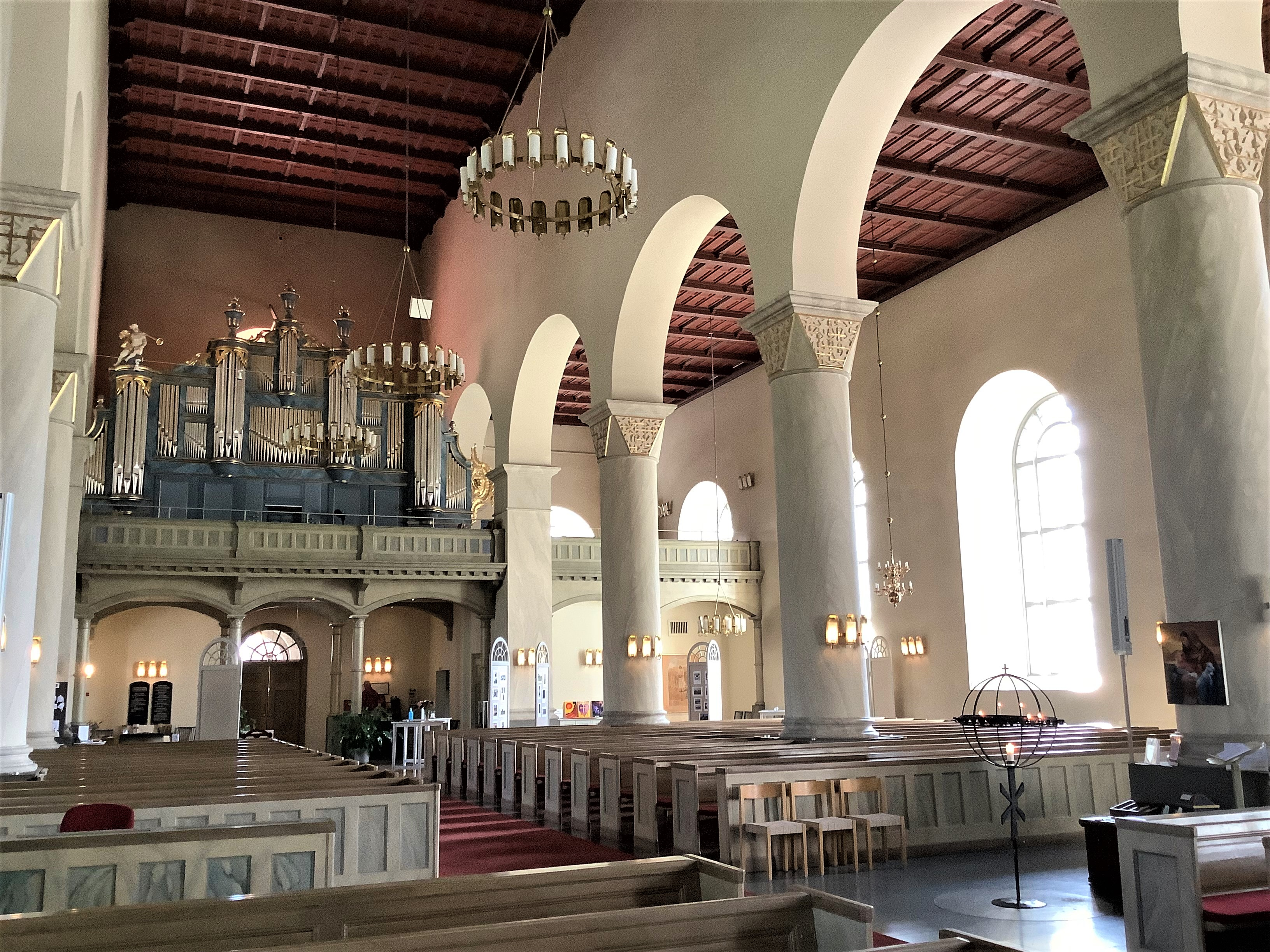
Interiör
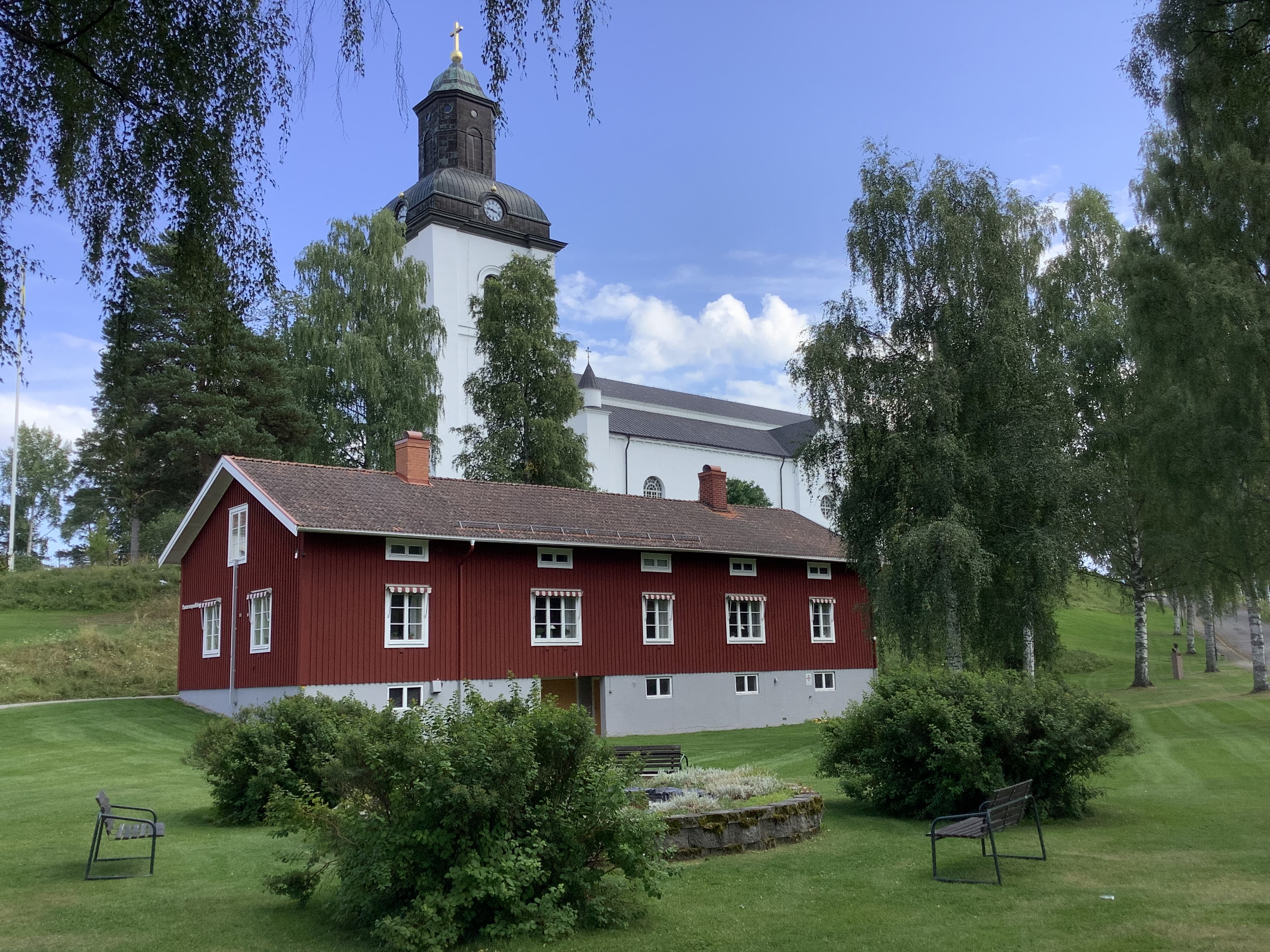
Pastorsexpedition
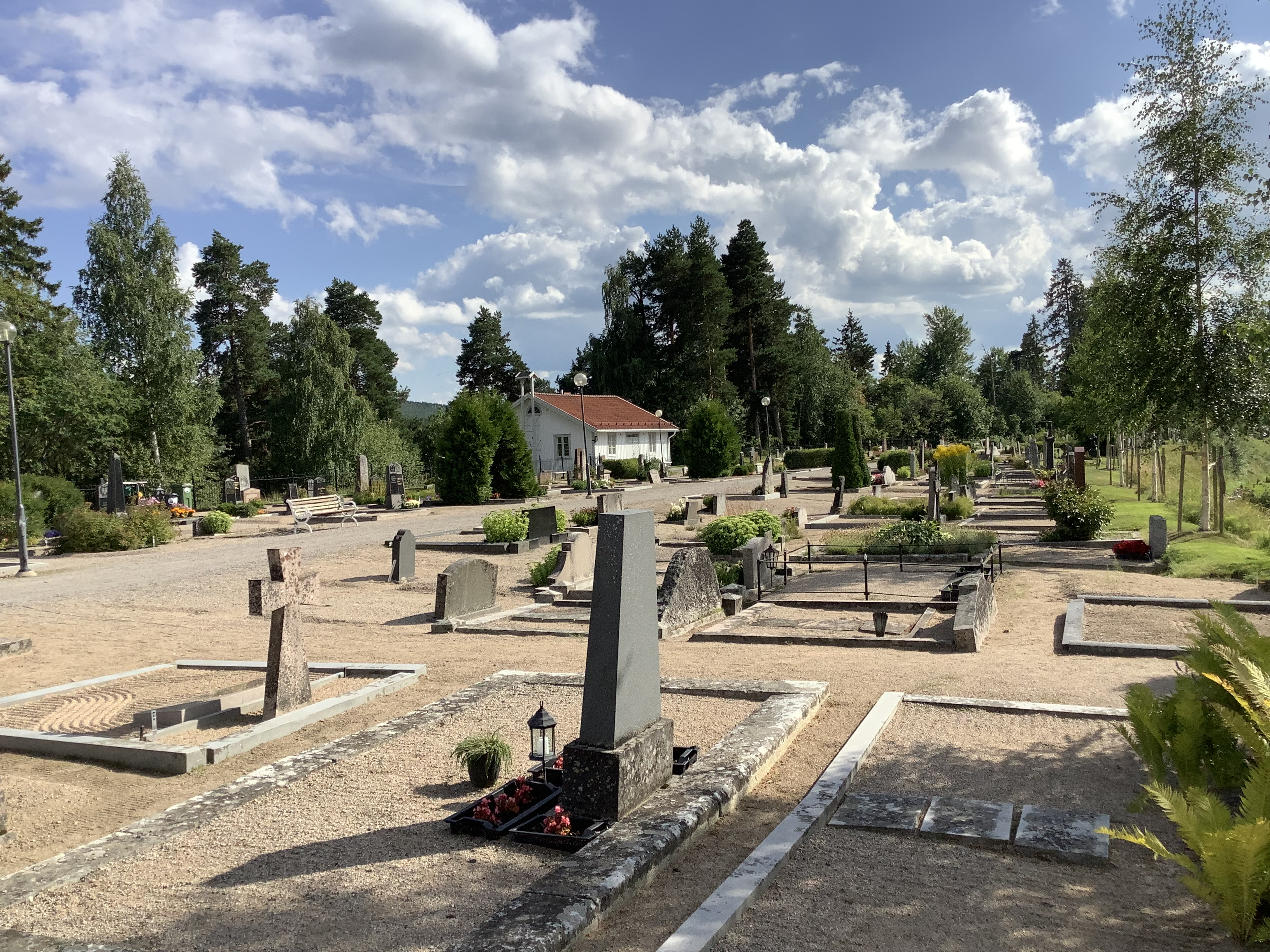
Kyrkogården
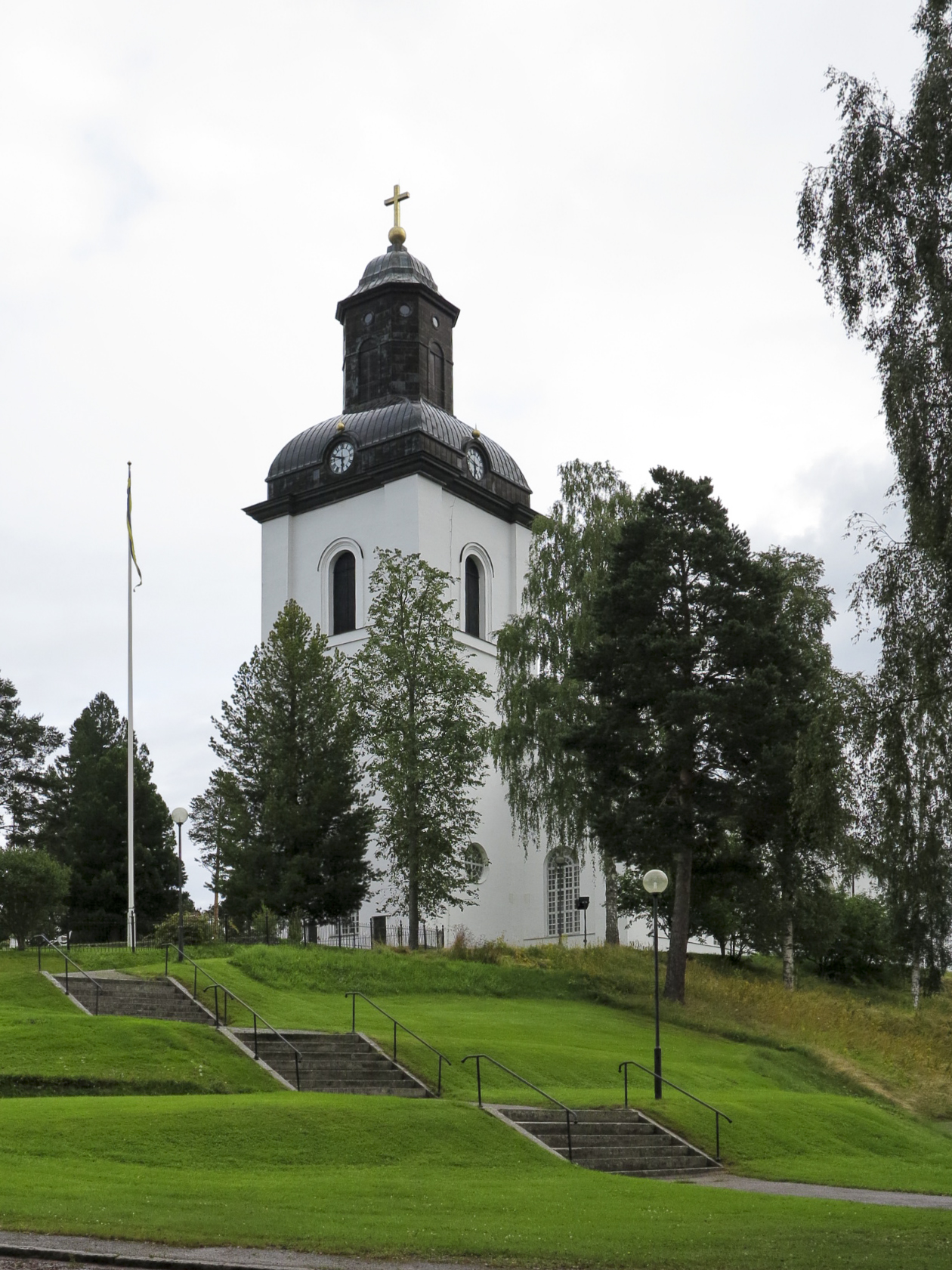
En trappa i avsatser leder upp till kyrkan.
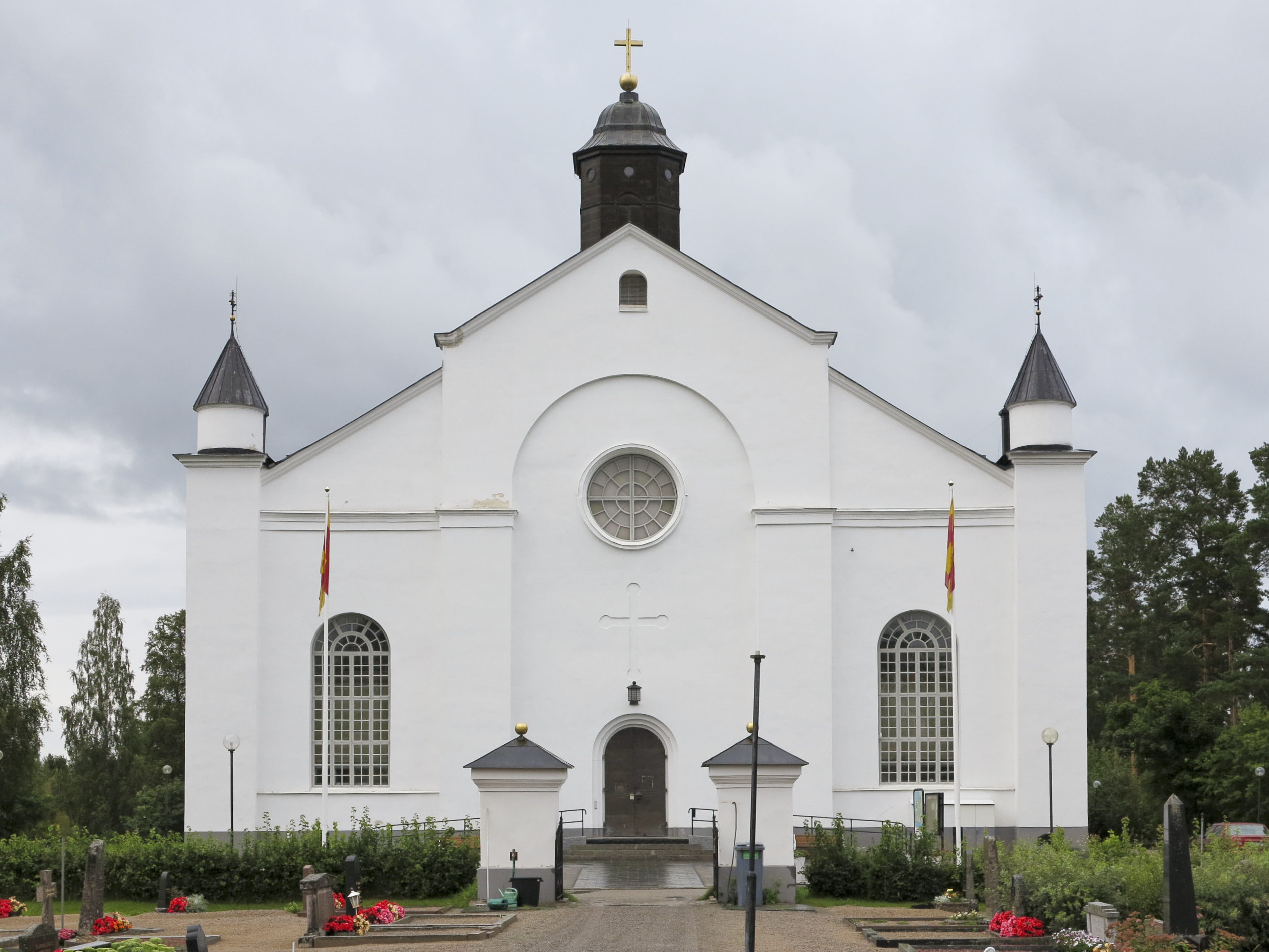
Kyrkans södra sida och huvudingång.
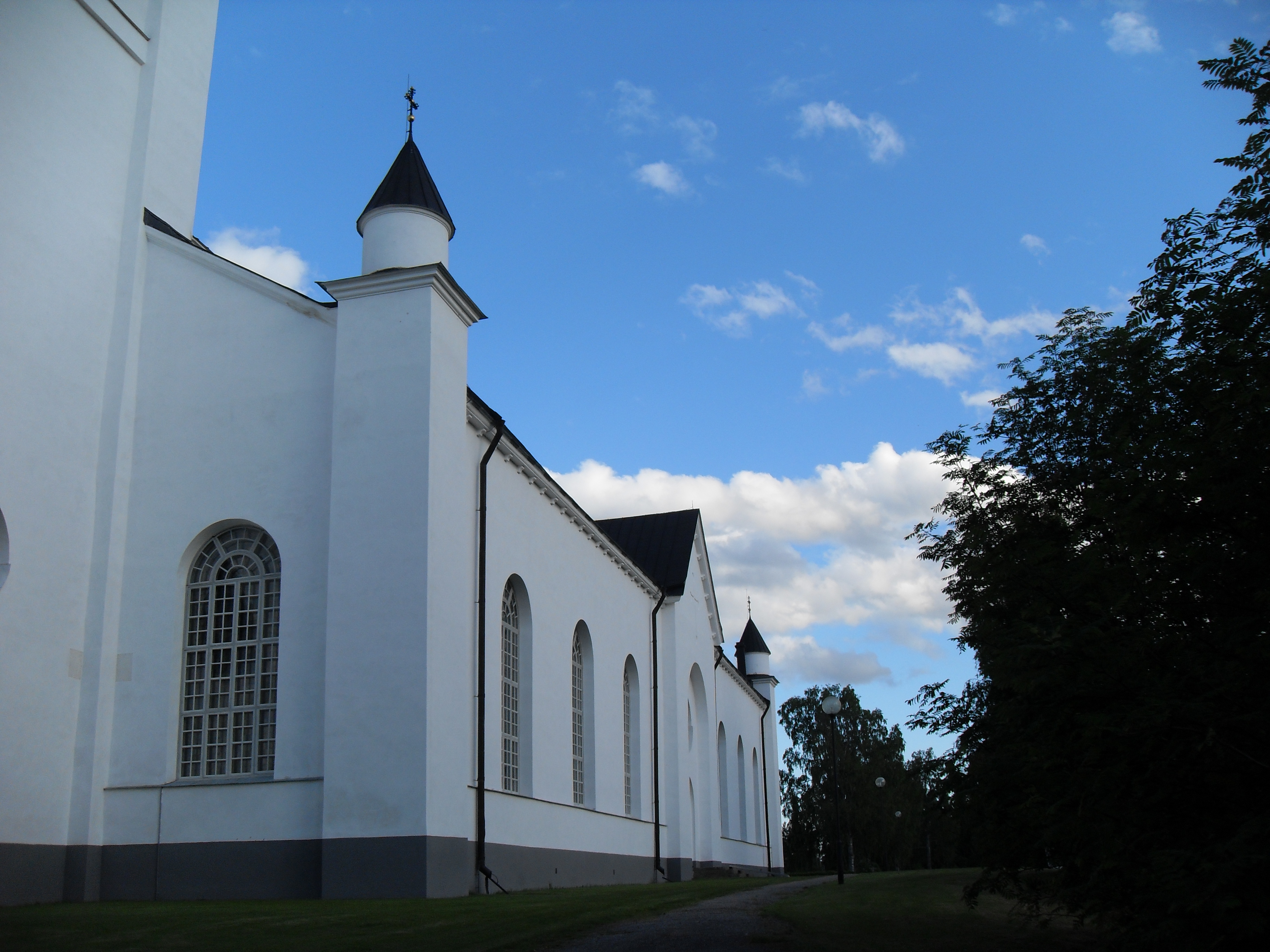
Kyrkans västra långsida.
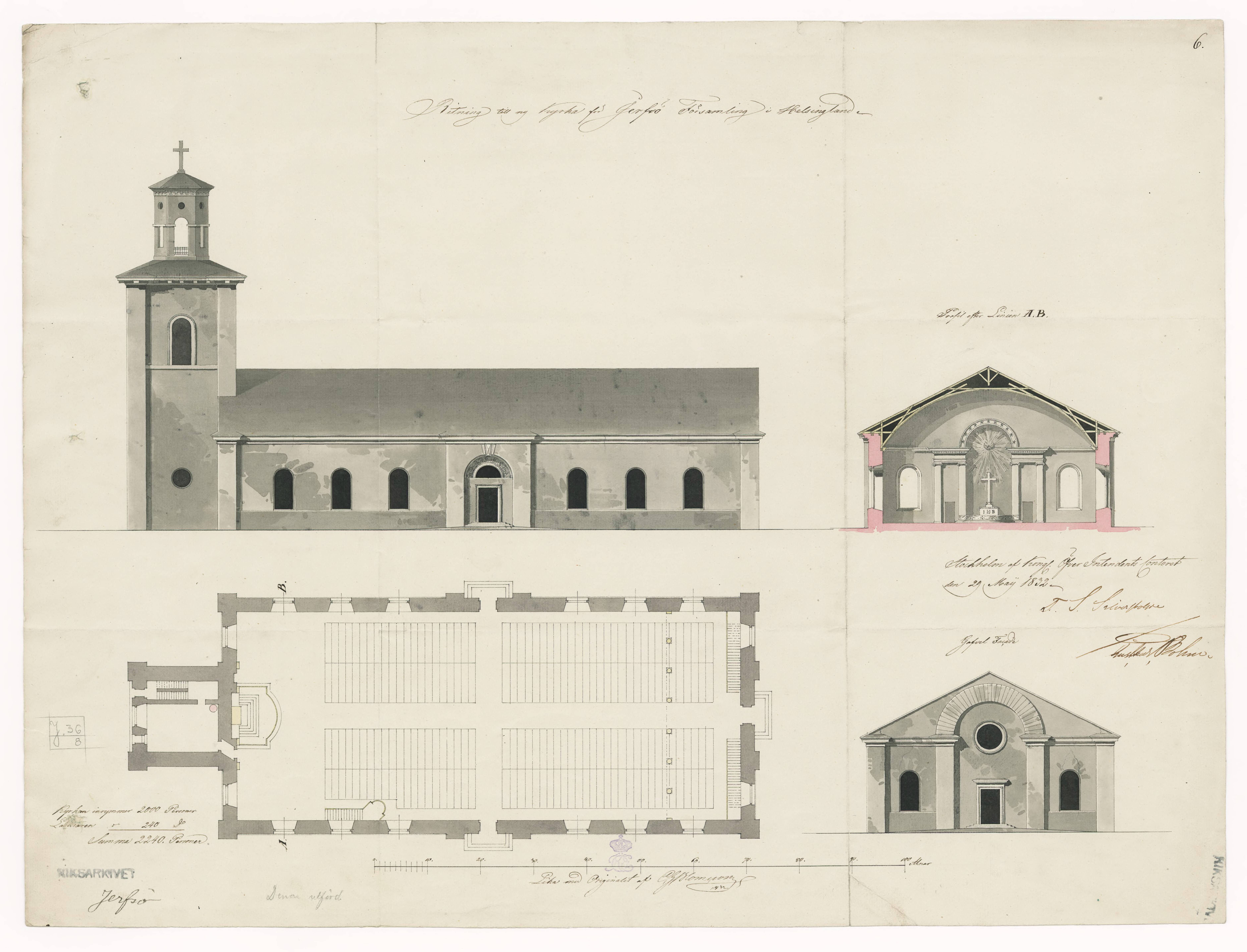
Ritning från 1832 till ny kyrka av Carl Gustaf Blom Carlsson